# Genista ephedroides
Genista ephedroides är en ärtväxtart som beskrevs av Dc. Genista ephedroides ingår i släktet ginster, och familjen ärtväxter. Inga underarter finns listade i Catalogue of Life.